# Paolo Longo Borghini
Paolo Longo Borghini (Asiago, 10 dicembre 1980) è un ex ciclista su strada italiano, professionista dal 2004 al 2014.
Figlio della campionessa di sci di fondo Guidina Dal Sasso e fratello maggiore di Elisa Longo Borghini, è cresciuto a Ornavasso.

## Carriera
Dopo quattro stagioni tra i dilettanti Under-23 (l'ultima delle quali tra le file della Zalf-Désirée-Fior), passa professionista all'inizio del 2004 con la Vini Caldirola-Nobili Rubinetterie di Roberto Amadio. Ottiene il primo successo da pro nel 2006, aggiudicandosi il Gran Premio Nobili Rubinetterie ad Arona.
Nel 2007 passa al Team Barloworld, restandovi fino al 2009: in questo triennio si fa notare soprattutto grazie al quarto posto conseguito nella terza tappa del Tour de France 2008, piazzamento che gli permette di salire momentaneamente al secondo posto nella classifica generale della Grande Boucle.
Nel 2010 si accasa alla ISD-Neri, l'anno dopo alla Liquigas-Cannondale, ancora sotto la direzione di Amadio, andando a svolgere ruoli di gregariato. Conclude la carriera a fine 2014.

## Palmarès
- 2006

Gran Premio Nobili Rubinetterie

### Altri successi
- 2010

1ª tappa Brixia Tour (Palazzolo sull'Oglio, cronosquadre)

## Piazzamenti

### Grandi Giri
- Giro d'Italia

2009: 112º
2012: 108º
2013: 67º
2014: 99º
- Tour de France

2007: 124º
2008: ritirato (11ª tappa)
2011: 126º
- Vuelta a España

2013: 89º
2014: 101º

### Classiche monumento
- Milano-Sanremo

2005: 142º
2007: 141º
2008: 46º
2009: 113º
2010: 131º
2012: ritirato
2013: ritirato
2014: ritirato
- Giro delle Fiandre

2008: 57º
2009: 28º
2014: 57º
- Parigi-Roubaix

2008: 80º
2014: 72º
- Liegi-Bastogne-Liegi

2007: 114º
2009: 102º
- Giro di Lombardia

2007: ritirato
2010: ritirato
2011: ritirato
2013: ritirato
2014: 80º